# День покаяния и молитвы
День покая́ния и моли́твы — праздник Евангелической церкви в Германии, празднуемый в предпоследнюю среду перед началом протестантского литургического года, который начинается в первое воскресенье Адвента, то есть предрождественского периода. Иными словами, праздник приходится на среду с 16 по 22 ноября каждого года. Ранее праздник был официальным выходным днем на всей территории Германии, однако сейчас от работы освобождаются только жители Саксонии. В 2019 году он приходится на 20 ноября, а в 2020 — на 18 ноября.

## История появления праздника
В Библии рассказывается об Ионе, посланном Богом в иракский город Ниневию, чтобы возвестить городу о его гибели (Иона, 3:3-10):
«И встал Иона и пошел в Ниневию, по слову Господню; Ниневия же была город великий у Бога, на три дня ходьбы. И начал Иона ходить по городу, сколько можно пройти в один день, и проповедовал, говоря: ещё сорок дней и Ниневия будет разрушена! И поверили Ниневитяне Богу, и объявили пост, и оделись во вретища, от большого из них до малого. Это слово дошло до царя Ниневии, и он встал с престола своего, и снял с себя царское облачение свое, и оделся во вретище, и сел на пепле, и повелел провозгласить и сказать в Ниневии от имени царя и вельмож его: „чтобы ни люди, ни скот, ни волы, ни овцы ничего не ели, не ходили на пастбище и воды не пили, и чтобы покрыты были вретищем люди и скот и крепко вопияли к Богу, и чтобы каждый обратился от злого пути своего и от насилия рук своих. Кто знает, может быть, ещё Бог умилосердится и отвратит от нас пылающий гнев Свой, и мы не погибнем“. И увидел Бог дела их, что они обратились от злого пути своего, и пожалел Бог о бедствии, о котором сказал, что наведет на них, и не навел».
С точки зрения теологии практика покаяния обоснована следующими положениями:
1. Дни покаяния — это дни заступничества церкви за вину верующих перед Богом;
2. В дни покаяния церковь должна выполнять свою охранительную функцию по отношению к грехам времени;
3. Дни покаяния служат человеку для того, чтобы испытать свою совесть перед Богом.

В Средневековье было два типа дней покаяния: одни устраивались централизованно властью, другие, например, дни религиозного поста, выделялись из церковного порядка. Оба порядка были приняты Евангелической церковью.

## Нерабочий праздничный день
Исторически в разных частях Германии празднование Дня покаяния и молитвы приходилось на разные дни. К концу XIX века во всей стране насчитывалось более 24 дней, на которые выпадал праздник. Чтобы унифицировать этот церковный праздник, на Немецком Церковном Евангелическом соборе в 1878 году было предложено зафиксировать дату на предпоследнюю среду перед Адвентом. Однако официально дата празднования закрепилась только в «Законе о праздниках» в 1934 году.
Во время Второй мировой войны День молитвы и покаяния был перенесен на воскресенье и, таким образом, упразднен как отдельный церковный праздник. Это было необходимо для мобилизации всех сил на войне. После окончания войны он был вновь перенесен на предпоследнюю среду литургического года.
В ГДР он был нерабочим праздником, пока не был отменен в 1967 году в результате введения пятидневной рабочей недели.
Западногерманские земли (за исключением Баварии) объявили его после войны законным праздником. Бавария же признала его лишь в 1952 году, однако на законодательном уровне он был принят только в регионах с преимущественно евангелистским населением.
Законы «О праздниках» в большинстве регионов Германии позволяют любому работнику освобождаться от работы в этот день, ссылаясь на религиозные обязанности. Отпуск или отгул брать не требуется, этот день станет неоплачиваемым выходным.
Только в Саксонии он существует по сей день в качестве официального выходного дня.
В Баварии в День покаяния и молитвы во всех школах посещение уроков остается на усмотрение учеников и родителей. с другой стороны, в день покаяния и молитвы учителя хотя и свободны от занятий, но не свободны от службы. «Во многих школах Баварии этот день используется для проведения так называемого образовательного дня, посвященного актуальным аспектам образования и воспитания. Тем не менее, преподавателям, которые желают взять выходной, должна быть предоставлена такая возможность». Это отражено в Основном законе Федеративной Республики Германия и Конституции Баварии.

## Упразднение праздника как официального
В 1994 году было принято решение отменить День покаяния и молитвы как выходной, начиная с 1995 года, чтобы компенсировать дополнительную нагрузку на работодателей, которая заключалась в том, что они должны были платить взносы за страхование жизни и здоровья рабочих. Критики отмены указывают, в частности, на то, что желаемый эффект, а именно снижение финансовой нагрузки на работодателя, не был достигнут, несмотря на отмену праздника.

## Связь с другими религиями
В иудаизме существует праздник Йом-Киппур, который в Электронной еврейской энциклопедии трактуется как «самый важный из праздников в еврейской традиции, день поста, покаяния и отпущения грехов».
В исламе есть праздник Ид аль-Фитр (или Ураза-Байрам). После праздничной молитвы мусульмане накрывают столы. Люди приглашают друг друга на праздничные угощения, а после и сами посещают своих родителей, родственников, больных, дарят им подарки.